# 공공 투자 기금 타워
공공 투자 기금 타워 (이전 명칭: 캐피탈 마켓 아우토리티 타워)는 사우디아라비아 리야드에 있는 385m 마천루다. 2010년에 착공하여 2014년에 상량되었고, 2021년에 완공되어 부르즈 라팔을 제치고 리야드에서 가장 높은 건물, 사우디아라비아에서 두 번째로 높은 건물이 되었다. HOK와 옴라니아 앤드 어소시에이츠가 설계한 80층짜리 PIF 타워는 세계에서 가장 첨단 기술이 적용된 초고층 빌딩 중 하나이며 킹 압둘라 금융 지구의 중심 건물이다.
이 타워는 LEED 골드 인증을 목표로 하며, 전망대, 2층 아트리움, 이중 높이의 스카이 로비, 단일 샤프트에 두 개의 캐비닛이 움직이는 혁신적인 트윈 엘리베이터 시스템, 그리고 피트니스 센터, 수영장, 카페테리아를 포함한 편의 시설을 갖출 예정이다.